# Sörenberg
Sörenberg (toponimo tedesco) è una frazione del comune svizzero di Flühli, nel distretto di Entlebuch (Canton Lucerna).

## Monumenti e luoghi d'interesse
- Chiesa parrocchiale cattolica di Santa Maria, eretta nel 1661 e ricostruita nel 1824-1826[1];
- Albergo Mariental, costruito nel 1899[1].

## Economia

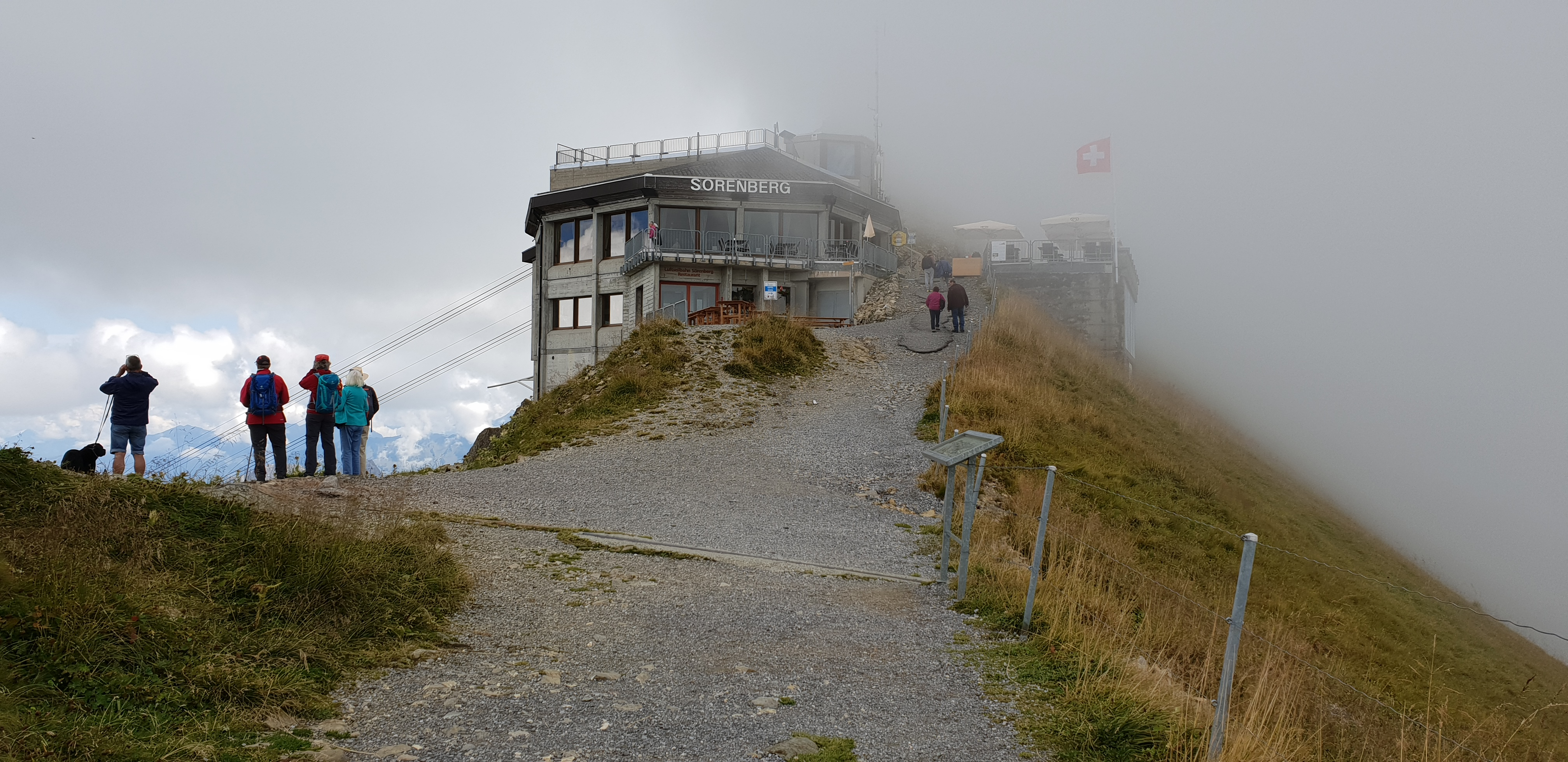
La stazione di arrivo della funivia che collega Sörenberg al Brienzer Rothorn

L'economia locale trae impulso principalmente dal settore terziario: Sörenberg è una località di villeggiatura estiva (dalla fine del XIX secolo) ed è la principale stazione sciistica del Canton Lucerna (sviluppatasi a partire dal 1948).